# Syngenta Group
Syngenta Group est une société d'origine suisse, aujourd'hui chinoise, spécialisée dans la chimie et l'agroalimentaire, issue de la fusion en novembre 2000 des divisions agrochimiques des sociétés AstraZeneca et Novartis. Elle est le leader mondial dans la recherche liée à l'agriculture, en particulier la production de produits phytosanitaires et de semences.
Syngenta emploie environ 25 000 personnes dans plus de 90 pays (chiffres de 2009), dont 2 500 en Suisse.
En février 2016, ChemChina annonce l'acquisition de Syngenta, pour 43 milliards de dollars, ce qui en fera la plus grosse acquisition d'une entreprise étrangère par une entreprise chinoise,.
L'action était cotée en bourse sous le code SYT. Elle a été retirée en 2017.

## Histoire
En 2000, les divisions agrochimiques de deux groupes pharmaceutiques, AstraZeneca et Novartis, fusionnent et donnent naissance à l'entreprise Syngenta.
En 2002, Syngenta signe un partenariat de recherche avec Diversa, une entreprise américaine spécialisée dans l’application de technologies génétiques pour le développement et l’optimisation de nouveaux produits.
En 2004, la société acquiert Dia-Engei, une entreprise japonaise spécialisée dans le domaine semences et jeunes plants de fleurs potagères, puis Advanta BV, avec la société Fox Payne. Elle signe également un accord portant sur l'acquisition de 90 % du groupe Golden Harvest, renforçant sa position dans le secteur du maïs et du soja aux États-Unis. Par ailleurs, la coentreprise Dulcinea Farms GmbH est créée avec Tanimura & Antle (commercialisation de fruits aux États-Unis). Syngenta signe de plus un accord avec Delta and Pine Land pour la commercialisation de produits biotechnologiques pour le coton.
En 2005, Syngenta signe un accord avec l’entreprise japonaise Sumitomo Chemical dans le domaine des herbicides, ainsi qu'avec la société COMPO (secteur pelouse et jardin).
En 2006, la société achète Emergent Genetics Vegetable A/S (entreprise danoise de semences de légumes), ainsi que Conrad Fafard AG (fabricant leader de substrats pour le sol).
En 2007, Syngenta renforce son segment fleurs avec l’acquisition du groupe Fischer.
En mai 2015, Monsanto fait une offre d'acquisition d'une valeur de 45 milliards de dollars sur Syngenta. Cette offre d'acquisition est constituée à 45 % de liquidités et à 55 % d'échanges d'actions,. Les cadres dirigeants de Syngenta refusent cependant l'offre, comme ils l'ont déjà fait avec une offre similaire en 2014.
Monsanto essuie deux refus consécutifs dus à une question de prix, jugé insuffisant par les directeurs, et au risque du refus d'un tel rachat par les autorités de concurrence,. Ainsi Syngenta souhaite une pénalité de rupture de contrat en cas de refus des autorités de la concurrence de 4,5 milliards de dollars au lieu de 2 milliards. À la suite de ce refus, Monsanto renouvelle son offre en juin puis en août 2015, avec cette fois-ci une offre de 47 milliards de dollars et une indemnité de rupture de 3 milliards de dollars,, avant d'abandonner le même mois. En novembre 2015, Syngenta refuse une offre d'acquisition de 42 milliards de dollars de la part de ChemChina. Ce dernier augmente sa proposition à 44 milliards de dollars, le mois suivant.
Le 23 octobre 2015, « à la surprise générale » selon la presse, Mike Mack, directeur de l'entreprise depuis 7 ans, annonce sa démission. Une décision qui ferait suite au mécontentement des actionnaires qui désiraient voir la société rachetée par Monsanto. La direction par intérim est alors assurée par John Ramsay, ancien de chez KPMG. Le 1er juin 2016, l'Américain Erik Fyrwald lui succède en tant que nouveau CEO. Ce dernier était président et CEO de Univar, un distributeur de produits chimiques basé à Downers Grove dans l'Illinois,.
En mai 2017, l'acquisition de Syngenta est un succès,. ChemChina possède 98 % du groupe.
En octobre 2017, Syngenta annonce un accord avec la société australienne Nufarm pour lui céder un portefeuille de produits de protection de cultures moyennant une valeur de transaction de 490 millions de dollars. Cet accord s'inscrit dans le cadre des engagements pris par Syngenta auprès de la Commission européenne, pour obtenir son aval concernant son acquisition par ChemChina. En novembre, Syngenta signe un accord pour acquérir Nidera Seeds auprès de COFCO International Ltd, branche de COFCO.

## Syngenta France
La filiale française a été créée en 2002 et son siège social est à Saint-Sauveur.
|                                        | 2016   | 2017   | 2018   | 2019  | 2020   |
| -------------------------------------- | ------ | ------ | ------ | ----- | ------ |
| Chiffre d'affaires en millions d'euros | 1 045  | 1 023  | 971    | 924   | 997    |
| Résultat net en millions d'euros       | + 17,5 | + 18,8 | + 39,8 | + 7,6 | + 39,7 |
| Effectif moyen annuel                  | 1 242  | 1 210  | 1 140  | 1 119 | 1 111  |

## Résultats
En 2009, le chiffre d'affaires monte à 10,9 milliards de dollars américains. En 2011, il est de 13,27 milliards de dollars (+14 % sur 2010).
Le résultat net pour 2009 est de 1,37 milliard de dollars et en 2011, il est de 1,6 milliard de dollars (+14 % sur 2010).
En 2012, l'entreprise réalise un chiffre d’affaires d'environ 14,2 milliards de dollars, réparti entre la protection des plantes (environ 77 % du total) et les semences (environ 23 % du total) contre 6 milliards en 2000, soit une augmentation d'environ 8 % par an.

## Communication

### Activité de lobbying

#### Union européenne
Syngenta est inscrit depuis 2009 au registre de transparence des représentants d'intérêts auprès de la Commission européenne. L'entreprise déclare en 2015 pour cette activité des dépenses d'un montant de 1 510 000 euros.
Selon le Corporate Europe Observatory, des lettres privées révèlent un lobbying « furieux » de Syngenta et Bayer contre les législations de l'Union européenne visant à préserver les abeilles ; une activité déployée dans toutes les institutions européennes et nationales pour évincer les discussions et disqualifier les scientifiques et lanceurs d'alerte sur la dangerosité des pesticides[source insuffisante]. Les lobbyistes emploient plusieurs méthodes, incluant le mensonge, la diffusion de fausses informations présentées à tort comme scientifiques, voire l'intimidation et le chantage sur les hommes politiques.
Le « chantage à l'emploi mensonger » a été également employé par plusieurs fabricants dont Syngenta afin de défendre dans différents pays d'Europe, dont la France, leur droit à commercialiser des substances avérées destructrices de l'environnement et de la santé humaine.

#### États-Unis
Selon le Center for Responsive Politics, les dépenses de lobbying de Syngenta aux États-Unis s'élèvent en 2016 à 940 000 dollars.

### Prises de position

#### Agriculture biologique
Dans un entretien avec le quotidien suisse NZZ, Jon Erik Fyrwald (en), directeur général de Syngenta, invite à l'abandon de l'agriculture biologique au niveau mondial. Il indique notamment : « les rendements de l’agriculture biologique [pouvaient] être jusqu’à 50 % inférieurs selon les produits » ainsi que « La conséquence indirecte est que des gens meurent de faim en Afrique, parce que nous mangeons de plus en plus de produits biologiques ». Ces propos sont à mettre en parallèle avec le fait que les revenus de Syngenta proviennent presque exclusivement de produits interdits en agriculture biologique, et que le développement de celle-ci serait manifestement contraire aux intérêts de l'entreprise. Des critiques ont fait remarquer que l'agriculture biologique ne met aucunement en cause la sécurité alimentaire du monde, cette dernière serait bien plus sérieusement menacée par la consommation de viande et l'accaparement de terres agricoles pour la production de fourrage.

## Critiques
Selon certains médias, Syngenta serait l'employeur d'une milice privée qui intervint au Brésil le 21 octobre 2007 contre une occupation par le mouvement des travailleurs sans terre. Cette intervention s'est soldée par la mort de deux personnes. La société est condamnée en 2015.
De nombreux scientifiques, repris par des associations, tiennent le pesticide neurotoxique Cruiser en partie responsable de la surmortalité des abeilles. En effet, le produit « Cruiser » contient du thiaméthoxame qui est mis en cause dans le phénomène de surmortalité des abeilles.
La revue Science en mars 2012, confirme des impacts négatifs des néonicotinoïdes sur deux pollinisateurs essentiels : l'abeille domestique et les bourdons. Présents par diffusion dans le nectar et le pollen des fleurs de cultures industrielles telles que le maïs et le colza, ils affectent le système nerveux des insectes. Il ne s'agirait pas de la seule cause du syndrome d'effondrement des colonies d'abeilles, mais il y participe et accélère la régression de ces pollinisateurs.
En 2016, la société est citée,en particulier pour son produit l'atrazine, parmi celles qui produisent les pesticides utilisés en France dans le numéro de Cash investigation qui s’intéresse à l’impact des pesticides sur l’environnement, la santé des riverains, notamment des enfants, des zones d’épandage. L’atrazine est interdit depuis 15 ans mais se retrouve encore dans l’eau du robinet.
En 2022, les métabolites, résidus de pesticides sont  susceptibles de contaminer les ressources en eau et de se retrouver dans les eaux destinées à la consommation humaine (EDCH). En Bretagne, on retrouve dans l'eau distribuée des résidus ou métabolites du S-Métolachlore, utilisé comme désherbant dans les champs de maïs, souvent dans une proportion  supérieure aux taux autorisés en 2007(0,1 microgramme par litre). L'eau est considérée comme non conforme mais toujours potable. À la suite de données fournies par la société Syngenta le seuil de vigilance a été porté à 0,9 microgramme par litre sans prise en compte d'un effet cocktail potentiel,. Dans  la France entière, entre janvier 2021 et juillet 2022, ESA-métolachlore et le NOA-métolachlore, deux métabolites  dérivés) du S-métolachlore, avaient été détectées à plus de 0,1 μg/L dans 6 858 prélèvements. Mais si on utilise le nouveau seuil de 0,9 mg/L, on ne dénombre plus que 210 dépassements, soit 32 fois moins. Au-delà de la Bretagne, juste avant ce changement de seuil, l'eau distribuée à plus d'un million et demi de Français était non conforme. Syngenta qui vend 1 900 tonnes par an de son herbicide (interdit au Luxembourg depuis 2015) aux agriculteurs français, doit de plus apporter la preuve à l'Autorité européenne de sécurité des aliments que son produit n'est pas un perturbateur endocrinien.
En 2022 Syngenta continue d'opérer en Russie malgré l'invasion en cours de l'Ukraine et les sanctions internationales imposées à l'économie russe. L'entreprise reste un acteur majeur du secteur agricole russe, fournissant des pesticides et des semences aux agriculteurs locaux. Elle a été critiquée pour avoir maintenu ses activités dans le pays sans changement, obtenant une note de « F » dans un classement des entreprises qui n'ont pas cessé ou réduit leurs opérations en Russie. Elle a été condamnée pour avoir privilégié les profits au détriment de l'éthique. Le président ukrainien Volodymyr Zelensky a dénoncé les entreprises qui continuent d'opérer en Russie, affirmant que le marché russe est « inondé de sang ». Non seulement Syngenta est restée en Russie, mais elle a également annoncé des augmentations de prix sur ses produits, soulevant des questions sur une possible exploitation de la situation à des fins financières. Les critiques estiment que la poursuite de ses activités renforce l'industrie agricole russe, soutenant indirectement l'effort de guerre du pays,.